# Anomis hemiscopis
Anomis hemiscopis là một loài bướm đêm trong họ Erebidae.